# Quello strano sentimento
Quello strano sentimento (That Funny Feeling) è un film del 1965 diretto da Richard Thorpe.

## Trama
Joan Howell è una ragazza carina che cerca di affermarsi come attrice. Vive in un appartamento minuscolo dove per aprire la porta del bagno occorre spostare il letto, con Audrey, anche lei aspirante attrice, e per vivere fa la domestica e donna delle pulizie in alloggi dove i proprietari escono prima del suo arrivo come quello della sessantaduesima strada. Una sera il taxi che la sta portando a casa si scontra con un altro taxi dal quale scende lo stesso giovanotto degli incontri avvenuti nelle giornate precedenti. Sorridendo i due vanno a prendere un drink insieme e fanno conoscenza.
Joan afferma di fare l'attrice e tralascia la sua occupazione giornaliera. Quando Tom decide di accompagnarla a casa Joan, vergognandosi del suo appartamento, lo porta nella sessantaduesima strada proprio nella abitazione dove la ragazza fa le pulizie, in quanto il proprietario aveva comunicato la mattina che sarebbe rimasto fuori città. Peccato che proprio Tom è il proprietario dell'appartamento e non è partito a causa di un cambiamento di programma dell'azienda per cui lavora.
Incuriosito e affascinato dalla donna di cui non conosce nulla, decide di non smascherarla e di stare al gioco e si reca dal suo amico e datore di lavoro Harvey per un letto dove dormire. I due continuano a vedersi e Joan continua a fingere di abitare nell'appartamento che è in realtà di Tom.
Dopo qualche tempo, però, Tom scopre che Joan è la sua domestica, mentre Joan scopre chi è Tom da una fotografia trovata nei vestiti del padrone di casa e furiosa, si vendica, organizzando una festa con tutte le ex fidanzate dell'uomo. Queste finiscono per litigare e la confusione richiama l'attenzione dei vicini, che fanno intervenire la polizia. La serata termina in questura, dove, chiarita la situazione, i due si dichiarano il loro amore, con tanto di proposta di matrimonio e trasloco definitivo.